# Emil Hess
Emil Hess (født 1965 i København) er en dansk jazzsaxofonist og -komponist. Han er bror til pianisten Nikolaj Hess og trommeslageren Mikkel Hess.
1971 flyttede familien til Vejle, hvor Hess gik i skole og gymasium. Derefter var han bosat i Århus 9 år og San Francisco, Boston, New York City i 4 år. 1999 flyttede han tilbage til København, men han deler sin tid mellem Danmark og New York.
Han er uddannet ved Berklee College of Music, City College of New York og Aarhus Universitet (cand.phil.).
Emil Hess har skrevet musik til bl.a. Scandinavian Jazz Quartet, Hess/Huntley, Emil Hess Nonet, Emil Hess Quartet, Danish Songs, ToneArt Ensemblet, Klüvers Big Band, Århus New Music Orchestra og Komponistforeningen ToneArts Workshop Orkestre.
Hess har bl.a. modtaget Statens Kunstfonds 2-årige arbejdslegat 1999-2000, samt et et-årigt arbejdslegat i 2002-2004 og 2006.